# Soave
Soave är en ort och kommun i provinsen Verona i regionen Veneto i Italien. Kommunen hade 7 124 invånare (2018).